# Sineugraphe megaptera
Sineugraphe megaptera là một loài bướm đêm trong họ Noctuidae.